# Rokan Hulu
Rokan Hulu is een regentschap (kabupaten) in de provincie Riau op Sumatra, Indonesië. Het regentschap heeft een oppervlakte van 7450 km². De hoofdstad van Rokan Hulu is Pasir Pengarayan.
Rokan Hulu grenst in het noorden aan de regentschappen Rokan Hilir en Bengkalis, in het oosten aan de regentschappen Siak en Kampar, in het zuiden aan het regentschap Limapuluh Kota (provincie West-Sumatra) en in het westen aan het regentschap Pasaman (provincie West-Sumatra).
Het regentschap is onderverdeeld in 12 onderdistricten (kecamatan):
- Bangun Purba
- Kabun
- Kepenuhan
- Kunto Darussalam
- Rambah
- Rambah Hilir
- Rambah Samo
- Rokan IV Koto
- Tambusai
- Tambusai Utara
- Tandun
- Ujungbatu